# Rotowaro

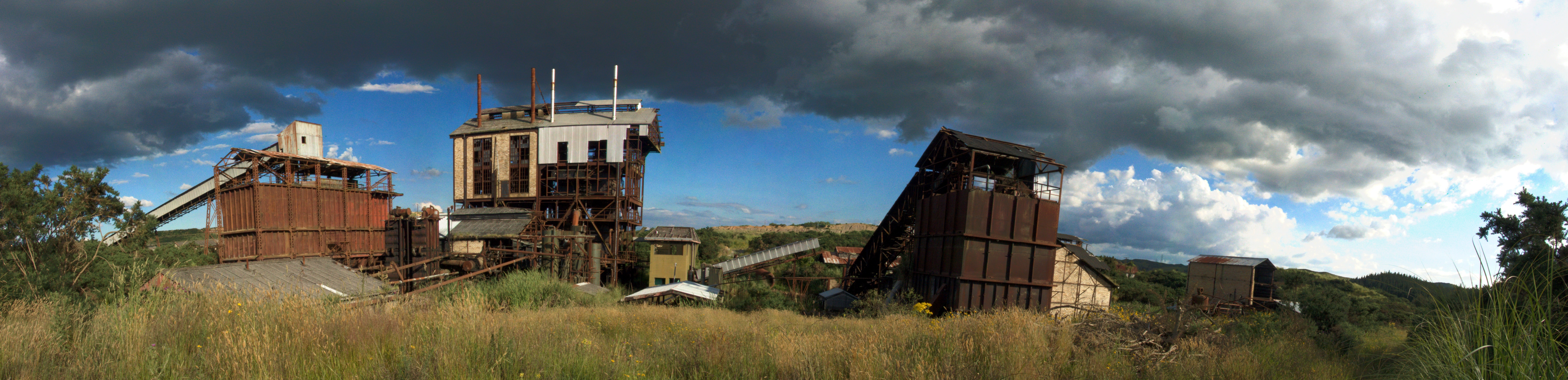
Une photographie panoramique de l'usine de carbonisation de Waikato (Rotowaro) en Nouvelle-Zélande. Le bâtiment avec les cheminées est l'unique cornue de Lurgi

Rotowaro fut autrefois une ville de mine de charbon à approximativement à 10 km à l’ouest de la ville de Huntly dans la région de Waikato de l’Île du Nord de la Nouvelle-Zélande.

## Municipalités limitrophes
La ville fut construite spécialement pour accueillir des maisons de mineurs, qui furent entièrement retirées en 1980 pour donner la place pour une mine à ciel ouvert .

## Toponymie
Le Ministère de la Culture et du Patrimoine  de Nouvelle-Zélande donne la traduction de "lac des charbons ardents (glowing embers) pour le nom  Rotowaro.

## Histoire
Les activités de mines assurées par la société « Taupiri Coal Co»  commencèrent vers environ 1915 après l’arrivée du rail dans le secteur avec un pont au-dessus du fleuve Waikato.
En 1928, la mine a produit jusqu’à 11000  tonnes par mois de charbon.
La mine en fonctionnement actuel est de type  mine à ciel ouvert (en) avec des mines plus petites au niveau de la localité de O'Reilly's, Puke Coal et Maramarua, qui sont les seuls restes des mines du champ charbonnier de Waikato.
Elle ouvrit en 1958 et produit environ 700.000 tonnes de charbon par an pour faire de l’acier au niveau de l’installation de Glenbrook et pour la production de chaux, les travaux de cuisine voire le traitement des bois d’œuvre, l’industrie légère et aussi l’horticulture.
Elle fut vendue par la société Solid Energy à la société « Bathurst Resources» et au groupe Talleys (en) en 2016.
La station de chemin de fer de classe A (en) de Rotowaro fut ouverte au niveau de la ligne de chemin de fer de Huntly-Awaroa (en), le 11 février 1918 ou le 7 janvier 1918  et fermée pour le trafic passagers le 26 juin 1972 et pour les marchandises le 12 août 1997.
Un hall fut construit au niveau de Rotowaro durant les années 1920 et inauguré par le Rev H G Gilbert le 28 avril 1929.
Le Royal Antediluvian Order of Buffaloes NZ faisant partie de la Grande Loge d’Angleterre avait autrefois une loge dans la ville de Rotowaro. Elle était nommée la Rotowaro Lodge No.106 qui à un moment possédait son propre local dans Rotowaro.
La Loge fut relocalisée à Ngāruawāhia en 1980, mais a cessé de fonctionner depuis longtemps.
La formation de la loge Buffaloes dans Rotowaro fut précédée par l’établissement d’autres Ordres Fraternels tels que celui de l’Oddfellows.

## Média
À la fin des années 1960, Floyd Cox, selon  la légende locale, installa une des stations pionnières parmi les stations de radio privées de diffusion dans le secteur de Rotowaro, diffusant pour toute la région alentour.
L’équipe de l’association de football de Rotowaro était l’un des clubs les plus forts de la région de Waikato dans les années 1920 et 1930, atteignant le dernier tour de la Coupe de Nouvelle-Zélande de football ou Chatham Cup à plusieurs occasions.